# Lliga Guineana per la Protecció Ecològica
La Lliga Guineana per la Protecció Ecològica (portuguès: Liga Guineense para a Protecção Ecológica, LIPE) és un partit polític de Guinea Bissau.

## Història
El partit va ser fundat el 20 de juliol de 1991 Bubacar Rachid Djaló, i va ser legalitzat el 8 de setembre de 1993. En 1994 es va unir a la Unió pel Canvi, una aliança formada per a participar en les eleccions generals de 1994. Djaló va ser el candidat presidencial de la Unió, però va rebre només el 3% dels vots. No obstant això, l'aliança va obtenir sis escons a l' Assemblea Nacional Popular.
A les eleccions de 1999-2000 l'aliança va perdre tres escons. Djalo continuà com a candidat presidencial de l'aliança, però una vegada més només va rebre el 3% dels vots. Després del suport de la Unió al victoriós Kumba Ialá a la segona volta, Djaló fou nomenat secretari d'Estat de Comerç.
En 2002 la LIPE deixà la Unió pel canvi i es va unir a l'aliança Unió Electoral (UE), que va obtenir dos escons a les eleccions parlamentàries de 2004. La UE es va dissoldre abans de les eleccions parlamentàries de 2008 i la LIPE participà en solitari, rebent només 233 vots (0,05%). La demanda presentada pel partit per participar en les eleccions generals de 2014 va ser rebutjada pel tribunal Suprem.